# 塚山出土の剣
塚山出土の剣（つかやましゅつどのけん、Barrow-blade）はJ・R・R・トールキンの小説『指輪物語』に登場する塚山で発見された複数の短剣。各々の正式な銘は不明。第三紀にヌーメノール人の末裔によってアルノールで作られたと考えられる。

## 概要
『指輪物語』の『旅の仲間』において、この剣は塚人を退けたトム・ボンバディルにより塚山丘陵にて発見され、その後ホビット達が帯びることとなった。ホビット達には丁度いいサイズであるため、つらぬき丸同様に人間やエルフにとってはダガー（短刀）程度の物と思われる。軽く丈夫な不思議な金属でできており、宝石で飾られている。
何らかの魔力が備わっていると考えられ、発見時少なくとも二千年以上前のものであるにもかかわらずその刃には一点の錆びも曇りもなかった。実際、この剣はモルドールの僕に対して致命的な傷を負わせるよう念入りな呪いが成されていたため、後に作中で大きな勲を立てた。
『王の帰還』においては、ミナス・ティリスのデネソール侯はピピンの持っていたこの剣を認め、拵えがゴンドールのそれに似ていると述べた。同様の剣を帯びていたメリーはペレンノール野の合戦においてこの剣でモルドール軍の総大将にしてナズグールの首領たるアングマールの魔王の足を刺した。剣に秘められた魔力が実体のないはずのナズグールの体を覆っていた呪力を切り裂いて確かな深手を負わせるとともに妖力を奪い、結果エオウィンが魔王にとどめを刺すに至ったのである。
モルドールの呪いを切り裂く魔力は別にすると、剣としての切れ味はそれなりであるがつらぬき丸には及ばないらしく、サムの携えた剣はシェロブの糸を何度も打ちかかった結果辛うじて1本切り裂けた程度である。
映画『ロード・オブ・ザ・リング』においては、塚山のくだりがまるごと省略されているためにこの剣も登場せず、ロスローリエンでガラドリエルからメリー・ピピンともノルドールの短剣を与えられていたにもかかわらず、メリーが魔王の足を刺すのは何の変哲も無い普通の「なまくらな」剣である。